# Dactylobatus armatus
Dactylobatus armatus es una especie de pez de la familia de los Rajidae en el orden de los Rajiformes.

## Morfología
Los machos pueden llegar a alcanzar los 32 cm de longitud total,

## Reproducción
Es ovíparo y las  hembras ponen huevos envueltos en una cápsula córnea.

## Hábitat
Es un pez de mar y de aguas profundas que vive entre 300-900 m de profundidad.

## Distribución geográfica
Se encuentra en el Océano Atlántico occidental central: desde Carolina del Sur (los Estados Unidos) hasta el Golfo de México, Centroamérica y  Venezuela. También está presente en el sur del Brasil.

## Observaciones
Es inofensivo para los humanos. 